# Championnat du monde d'échecs 1937

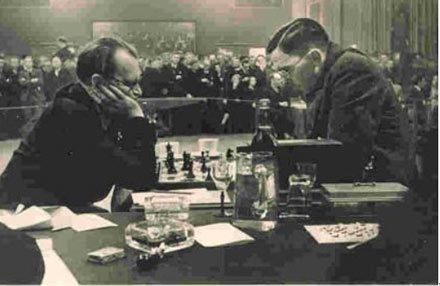
Alekhine face à Euwe en 1937

Le Championnat du monde d'échecs 1937 a vu s'affronter Max Euwe, tenant du titre, et Alexandre Alekhine aux Pays-Bas du 5 octobre au 4 décembre 1937. 
Il s'agit du match revanche du championnat du monde 1935 au terme duquel Alekhine a perdu son titre. Alekhine récupère son titre au terme de ce match et le conservera jusqu'à sa mort, en 1946.
Il s'agit du dernier championnat avant le contrôle du titre par la Fédération internationale des échecs, à partir de 1948.

## Conditions du match
Pour remporter le match, les joueurs devaient marquer au moins 15,5 points et six victoires. En cas d'égalité 15 à 15, Euwe conservait son titre.
Reuben Fine était le secondant de Euwe tandis que Erich Eliskases occupait la même fonction pour Alekhine.
Les parties avaient lieu à :
- La Haye : nos  1, 9-10, 17-18, 25 ; exhibition 1
- Rotterdam : nos  2, 7, 15-16, 23-24 ; exhibitions 4 et 5
- Amsterdam : nos 3-5, 12-13, 20-21 ; exhibitions 2 et 3
- Haarlem : no 6
- Leyde : no 8
- Groningue : no 11
- Zwolle : no 14
- Eindhoven : no 19
- Delft : no 22

## Résultats
Le premier joueur a remporter six victoires et plus de 15 points était déclaré le champion.
|                    | 1 | 2 | 3 | 4 | 5 | 6 | 7 | 8 | 9 | 10 | 11 | 12 | 13 | 14 | 15 | 16 | 17 | 18 | 19 | 20 | 21 | 22 | 23 | 24 | 25 | Victoires | Points |
| ------------------ | - | - | - | - | - | - | - | - | - | -- | -- | -- | -- | -- | -- | -- | -- | -- | -- | -- | -- | -- | -- | -- | -- | --------- | ------ |
| Alexandre Alekhine | 0 | 1 | ½ | ½ | 0 | 1 | 1 | 1 | ½ | 1  | ½  | ½  | 0  | 1  | ½  | ½  | 0  | ½  | ½  | ½  | 1  | 1  | ½  | 1  | 1  | 10        | 15½    |
| Max Euwe           | 1 | 0 | ½ | ½ | 1 | 0 | 0 | 0 | ½ | 0  | ½  | ½  | 1  | 0  | ½  | ½  | 1  | ½  | ½  | ½  | 0  | 0  | ½  | 0  | 0  | 4         | 9½     |

Après la vingt-cinquième partie, Alekhine et Euwe disputèrent cinq parties supplémentaires en exhibition pour obtenir les trente parties qui étaient prévues au départ.
|                    | 1 | 2 | 3 | 4 | 5 | Victoires | Points |
| ------------------ | - | - | - | - | - | --------- | ------ |
| Alexandre Alekhine | ½ | ½ | 1 | 0 | 0 | 1         | 2      |
| Max Euwe           | ½ | ½ | 0 | 1 | 1 | 2         | 3      |

## Parties remarquables
- Alekhine - Euwe, 2e partie, 1-0
- Alekhine - Euwe, 6e partie, 1-0 : Alekhine sacrifie un Cavalier dès le 6e coup, un sacrifice « extraordinairement difficile à réfuter sur l'échiquier »[1].
- Alekhine - Euwe, 22e partie, 1-0